# 炭化ハフニウム
炭化ハフニウム （たんかハフニウム、Hafnium carbide）は、ハフニウムと炭素から構成される化合物である。融点は約3890℃ で、既知の最も耐火性のある二元化合物である。しかし、耐酸化性は弱く、約430℃ で酸化が始まる。
炭化ハフニウムは、通常炭素が欠けているため、しばしば HfCx (x = 0.5-1.0) と表される。x がどのような値でも立方晶の形を取る。
炭化ハフニウムの粉末は、1800℃ から2000℃ の温度で酸化ハフニウム(IV) を炭素で還元することによって得られる。全ての酸素を取り除くためには、長い処理時間が必要である。他に、メタン、水素と塩化ハフニウム(IV) 蒸気の混合気体から化学気相成長させることで高純度の炭化ハフニウム膜を得ることができる。合成の技術的な難しさと費用の高さから、高硬度（モース硬度9以上）と高融点を活かしたもの以外、炭化ハフニウムの利用は非常に限られている。
炭化ハフニウムの磁性は、x ≤ 0.8 では常磁性、それ以上では反磁性である。炭化タンタル (TaCx) は、炭化ハフニウムと同じ結晶構造を持つが、磁性の変化は逆（x ≤ 0.9 では反磁性、それ以上では常磁性）である。